# El Carmen (distrito de Churcampa)
El Carmen é um distrito do Peru, departamento de Huancavelica, localizada na província de Churcampa.

## Transporte
O distrito de Churcampa é servido pela seguinte rodovia:
- PE-3SD, que liga a cidade de San Miguel de Mayocc ao distrito de Ñahuimpuquio
- HV-131, que liga a cidade ao distrito de Churcampa [1][2][3]